# Eurovisiesongfestival 2018

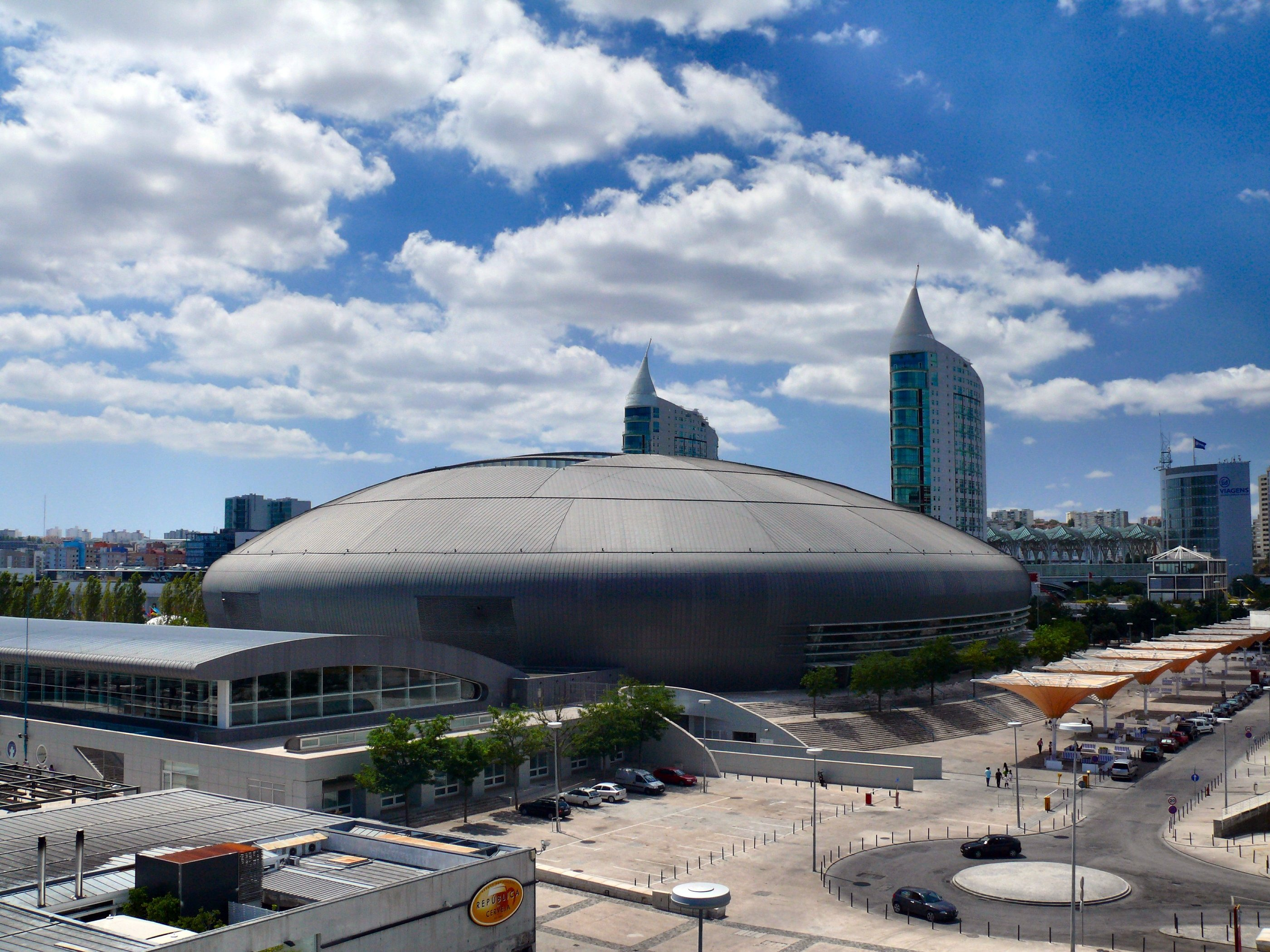
De Altice Arena, locatie van het Eurovisiesongfestival 2018

Het Eurovisiesongfestival 2018 was de 63ste editie van deze Europese liedjeswedstrijd. Het werd gehouden op 8, 10 en 12 mei 2018. Het gastland was Portugal, de winnaar van het Eurovisiesongfestival 2017.
Netta Barzilai wist het festival namens Israël te winnen met het nummer Toy. Het was de vierde Israëlische overwinning in de geschiedenis van het Eurovisiesongfestival.

## Gaststad
De EBU verwachtte dat de gaststad een zaal van 10.000 toeschouwers kon aanbieden voor het festival zelf, alsook ruimte voor een perscentrum voor 1500 journalisten en hotelkamers voor ten minste 2000 gasten.
Naast hoofdstad Lissabon gaven Braga, Espinho, Faro, Gondomar, Guimarães en Santa Maria da Feira aan interesse te hebben om de organisatie van het Eurovisiesongfestival 2018 op zich te nemen. Op 25 juli 2017 maakten de EBU en RTP bekend dat de keuze was gevallen op Lissabon.
Het festival vond plaats in de Altice Arena, een evenementenhal die gebouwd werd ter ere van Expo '98. Ze ligt in het eveneens voor de wereldtentoonstelling van 1998 gecreëerde Parque das Nações. Met zijn 20.000 zitplaatsen is het de grootste evenementenhal van Portugal en een van de grootste van Europa.
Het gratis toegankelijke Eurovision Village, waar artiesten optraden en de uitzendingen konden worden bijgewoond op groot scherm, bevond zich op het Praça do Comércio.

## Formule
Naar jaarlijkse traditie werden er twee halve finales en één finale georganiseerd. Op dinsdag 8 mei en donderdag 10 mei vonden twee halve finales plaats, waaruit telkens tien landen zich kwalificeerden voor de finale. De grote finale vond plaats op zaterdag 12 mei. De Grote Vijf (de landen die de grootste financiële bijdrage leveren aan de organisatie van het Eurovisiesongfestival, zijnde Duitsland, Frankrijk, Italië, Spanje en het Verenigd Koninkrijk) en gastland Portugal waren rechtstreeks geplaatst voor de finale, waardoor er in totaal 26 landen deelnamen aan de finale.

### Presentatoren
Het Eurovisiesongfestival 2018 werd gepresenteerd door Catarina Furtado, Daniela Ruah, Filomena Cautela en Sílvia Alberto. Het was voor het eerst dat het Eurovisiesongfestival werd gepresenteerd door vier vrouwen.

## Samenstelling halve finales

Nam deel aan de eerste halve finale
Gekwalificeerd, stemde mee in de eerste halve finale
Nam deel aan de tweede halve finale
Gekwalificeerd, stemde mee in de tweede halve finale

Op 12 januari werd de indeling in potten bekendgemaakt, als basis voor de loting voor de halve finales. Landen die gewoonlijk op elkaar stemmen, werden in dezelfde pot geplaatst. In pot 1 zaten zeven landen, in de overige zes. Uit elke pot gingen drie landen naar de eerste halve finale; de overige landen traden aan in de tweede halve finale. De loting vond plaats op 29 januari. De definitieve startvolgorde van de drie shows werd niet geloot, maar door de producent bepaald. Wel werd bepaald of een land in de eerste of tweede helft van de halve finale zou aantreden.
| Pot 1                                                            | Pot 2                                               | Pot 3                                                     | Pot 4                                                    | Pot 5                                                 | Pot 6                                           |
| ---------------------------------------------------------------- | --------------------------------------------------- | --------------------------------------------------------- | -------------------------------------------------------- | ----------------------------------------------------- | ----------------------------------------------- |
| Albanië Kroatië Macedonië Montenegro Servië Slovenië Zwitserland | Denemarken Finland Ierland IJsland Noorwegen Zweden | Armenië Azerbeidzjan Georgië Oekraïne Rusland Wit-Rusland | Bulgarije Cyprus Griekenland Hongarije Moldavië Roemenië | Australië Israël Malta Oostenrijk San Marino Tsjechië | België Estland Letland Litouwen Nederland Polen |

## Uitslagen

### Finale
Israël wist in de finale voor de 4e keer in hun songfestivalhistorie het songfestival te winnen. Netta Barzilai won het festival met 529 punten met het nummer Toy. Cyprus behaalde een 2e plek met 436 punten, wat tevens de beste eindklassering is voor het land in hun historie. Ook Tsjechië behaalde met een zesde plaats de beste eindklassering tot dan toe. Een 3e plaats was er voor Oostenrijk, die op hun twee winsten na, nooit verder in de top 3 hadden gestaan. Australië viel voor het eerst buiten de top 10. Nederland eindigde met een tweede deelname van Waylon op een 18e plek. België wist zich dit jaar niet te kwalificeren voor de finale en bleef op een 12e plek steken in de eerste halve finale.
Rusland, Azerbeidzjan en Roemenië wisten tot 2018 steevast door te stoten naar de finale. In 2018 slaagden ze hier alle drie voor het eerst niet in. Hierna waren Oekraïne en Australië de enige 2 landen die altijd de finale haalden.
De zes landen die automatisch in de finale kwamen zonder aan een halve finale te hoeven meedoen, hadden wisselend succes. Van de Big Five (ofwel Duitsland, Italië, Spanje, Frankrijk en het Verenigd Koninkrijk) wisten twee landen de top 5 te halen. Dit was sinds het ontstaan van de Big Five in 2011 nog niet eerder voorgekomen. Duitsland behaalde de vierde plaats en Italië de vijfde. Frankrijk bleef net op de linkerhelft van het scorebord met een 13de plaats. Spanje (23e) en het Verenigd Koninkrijk (24e) wisten dan geen succes te boeken. Het gastland Portugal werd laatste.
| Volgorde | Land                | Taal      | Artiest                    | Lied                        | Vakjury | Televoting | Punten |
| -------- | ------------------- | --------- | -------------------------- | --------------------------- | ------- | ---------- | ------ |
| 1        | Israël              | Engels    | Netta Barzilai             | Toy                         | 212     | 317        | 529    |
| 2        | Cyprus              | Engels    | Eleni Foureira             | Fuego                       | 183     | 253        | 436    |
| 3        | Oostenrijk          | Engels    | Cesár Sampson              | Nobody but you              | 271     | 71         | 342    |
| 4        | Duitsland           | Engels    | Michael Schulte            | You let me walk alone       | 204     | 136        | 340    |
| 5        | Italië              | Italiaans | Ermal Meta & Fabrizio Moro | Non mi avete fatto niente   | 59      | 249        | 308    |
| 6        | Tsjechië            | Engels    | Mikolas Josef              | Lie to me                   | 66      | 215        | 281    |
| 7        | Zweden              | Engels    | Benjamin Ingrosso          | Dance you off               | 253     | 21         | 274    |
| 8        | Estland             | Italiaans | Elina Netsjajeva           | La forza                    | 143     | 102        | 245    |
| 9        | Denemarken          | Engels    | Rasmussen                  | Higher ground               | 38      | 188        | 226    |
| 10       | Moldavië            | Engels    | DoReDoS                    | My lucky day                | 94      | 115        | 209    |
| 11       | Albanië             | Albanees  | Eugent Bushpepa            | Mall                        | 126     | 58         | 184    |
| 12       | Litouwen            | Engels    | Ieva Zasimauskaitė         | When we're old              | 90      | 91         | 181    |
| 13       | Frankrijk           | Frans     | Madame Monsieur            | Mercy                       | 114     | 59         | 173    |
| 14       | Bulgarije           | Engels    | Equinox                    | Bones                       | 100     | 66         | 166    |
| 15       | Noorwegen           | Engels    | Alexander Rybak            | That's how you write a song | 60      | 84         | 144    |
| 16       | Ierland             | Engels    | Ryan O'Shaughnessy         | Together                    | 74      | 62         | 136    |
| 17       | Oekraïne            | Engels    | Mélovin                    | Under the ladder            | 11      | 119        | 130    |
| 18       | Nederland           | Engels    | Waylon                     | Outlaw in 'em               | 89      | 32         | 121    |
| 19       | Servië              | Servisch  | Sanja Ilić & Balkanika     | Nova deca                   | 38      | 75         | 113    |
| 20       | Australië           | Engels    | Jessica Mauboy             | We got love                 | 90      | 9          | 99     |
| 21       | Hongarije           | Hongaars  | AWS                        | Viszlát nyár                | 28      | 65         | 93     |
| 22       | Slovenië            | Sloveens  | Lea Sirk                   | Hvala, ne!                  | 41      | 23         | 64     |
| 23       | Spanje              | Spaans    | Alfred & Amaia             | Tu canción                  | 43      | 18         | 61     |
| 24       | Verenigd Koninkrijk | Engels    | SuRie                      | Storm                       | 23      | 25         | 48     |
| 25       | Finland             | Engels    | Saara Aalto                | Monsters                    | 23      | 23         | 46     |
| 26       | Portugal            | Portugees | Cláudia Pascoal            | O jardim                    | 21      | 18         | 39     |

### Eerste halve finale
- Portugal, Spanje en het Verenigd Koninkrijk stemden in deze halve finale mee.

| Volgorde | Land         | Taal      | Artiest            | Lied             | Jury | Publiek | Punten |
| -------- | ------------ | --------- | ------------------ | ---------------- | ---- | ------- | ------ |
| 1        | Israël       | Engels    | Netta Barzilai     | Toy              | 167  | 116     | 283    |
| 2        | Cyprus       | Engels    | Eleni Foureira     | Fuego            | 89   | 173     | 262    |
| 3        | Tsjechië     | Engels    | Mikolas Josef      | Lie to me        | 98   | 134     | 232    |
| 4        | Oostenrijk   | Engels    | Cesár Sampson      | Nobody but you   | 115  | 116     | 231    |
| 5        | Estland      | Italiaans | Elina Netsjajeva   | La forza         | 81   | 120     | 201    |
| 6        | Ierland      | Engels    | Ryan O'Shaughnessy | Together         | 71   | 108     | 179    |
| 7        | Bulgarije    | Engels    | Equinox            | Bones            | 107  | 70      | 177    |
| 8        | Albanië      | Albanees  | Eugent Bushpepa    | Mall             | 114  | 48      | 162    |
| 9        | Litouwen     | Engels    | Ieva Zasimauskaitė | When we're old   | 57   | 62      | 119    |
| 10       | Finland      | Engels    | Saara Aalto        | Monsters         | 35   | 73      | 108    |
| 11       | Azerbeidzjan | Engels    | Aysel Məmmədova    | X my heart       | 47   | 47      | 94     |
| 12       | België       | Engels    | Sennek             | A matter of time | 71   | 20      | 91     |
| 13       | Zwitserland  | Engels    | ZiBBZ              | Stones           | 59   | 27      | 86     |
| 14       | Griekenland  | Grieks    | Gianna Terzi       | Oneiro mou       | 28   | 53      | 81     |
| 15       | Armenië      | Armeens   | Sevak Chanagian    | Qami             | 38   | 41      | 79     |
| 16       | Wit-Rusland  | Engels    | Alekseev           | Forever          | 20   | 45      | 65     |
| 17       | Kroatië      | Engels    | Franka Batelić     | Crazy            | 46   | 17      | 63     |
| 18       | Macedonië    | Engels    | Eye Cue            | Lost and found   | 18   | 6       | 24     |
| 19       | IJsland      | Engels    | Ari Ólafsson       | Our choice       | 15   | 0       | 15     |

### Tweede halve finale
- Duitsland, Frankrijk en Italië stemden in deze halve finale mee.

| Volgorde | Land       | Taal          | Artiest                       | Lied                        | Jury | Publiek | Punten |
| -------- | ---------- | ------------- | ----------------------------- | --------------------------- | ---- | ------- | ------ |
| 1        | Noorwegen  | Engels        | Alexander Rybak               | That's how you write a song | 133  | 133     | 266    |
| 2        | Zweden     | Engels        | Benjamin Ingrosso             | Dance you off               | 171  | 83      | 254    |
| 3        | Moldavië   | Engels        | DoReDoS                       | My lucky day                | 82   | 153     | 235    |
| 4        | Australië  | Engels        | Jessica Mauboy                | We got love                 | 130  | 82      | 212    |
| 5        | Denemarken | Engels        | Rasmussen                     | Higher ground               | 40   | 164     | 204    |
| 6        | Oekraïne   | Engels        | Mélovin                       | Under the ladder            | 65   | 114     | 179    |
| 7        | Nederland  | Engels        | Waylon                        | Outlaw in 'em               | 127  | 47      | 174    |
| 8        | Slovenië   | Sloveens      | Lea Sirk                      | Hvala, ne!                  | 67   | 65      | 132    |
| 9        | Servië     | Servisch      | Sanja Ilić & Balkanika        | Nova deca                   | 45   | 72      | 117    |
| 10       | Hongarije  | Hongaars      | AWS                           | Viszlát nyár                | 23   | 88      | 111    |
| 11       | Roemenië   | Engels        | The Humans                    | Goodbye                     | 67   | 40      | 107    |
| 12       | Letland    | Engels        | Laura Rizzotto                | Funny girl                  | 92   | 14      | 106    |
| 13       | Malta      | Engels        | Christabelle                  | Taboo                       | 93   | 8       | 101    |
| 14       | Polen      | Engels        | Gromee feat. Lukas Meijer     | Light me up                 | 21   | 60      | 81     |
| 15       | Rusland    | Engels        | Joelia Samojlova              | I won't break               | 14   | 51      | 65     |
| 16       | Montenegro | Montenegrijns | Vanja Radovanović             | Inje                        | 23   | 17      | 40     |
| 17       | San Marino | Engels        | Jessika feat. Jenifer Brening | Who we are                  | 14   | 14      | 28     |
| 18       | Georgië    | Georgisch     | Ethno-Jazz Band Iriao         | For you                     | 11   | 13      | 24     |

## Puntengevers
- Oekraïne: Natalia Zhyzhchenko
- Azerbeidzjan: Tural Asadov
- Wit-Rusland: Naviband (deelnemer 2017)
- San Marino: John Kennedy O'Connor
- Nederland: O'G3NE (deelnemer 2017)
- Noord-Macedonië: Jana Burčeska (deelnemer 2017)
- Malta: Stephanie Spiteri
- Georgië: Tamara Gachechiladze (deelnemer 2017)
- Spanje: Nieves Álvarez
- Oostenrijk:  Kati Bellowitsch
- Denemarken: Ula Essendrop
- Verenigd Koninkrijk: Mel Giedroyc
- Zweden: Felix Sandman
- Letland: Dagmāra Legante
- Albanië: Andri Xhahu
- Kroatië: Uršula Tolj
- Ierland: Nicky Byrne (deelnemer 2016)
- Roemenië: Sonia Argint-Ionescu
- Tsjechië: Radka Rosická
- IJsland: Edda Sif Pálsdóttir
- Moldavië: Djulieta Ardovan
- België: Danira Boukhriss
- Noorwegen: Aleksander Walmann en JOWST (deelnemer 2017)
- Frankrijk: Élodie Gossuin (co-presentator 2021
- Italië: Giulia Valentina Palermo
- Australië: Ricardo Gonçalves
- Spanje: Ott Evestus
- Servië: Dragana Kosjerina
- Cyprus:  Hovig
- Armenië: Arsen Grigoryan
- Bulgarije: Joanna Dragneva
- Griekenland: Olina Xenopoulou
- Hongarije: Bence Forró
- Montenegro: Nataša Šotra
- Duitsland: Barbara Schöneberger
- Finland: Anna Abreu
- Rusland: Alsou  (deelnemer 2000)
- Zwitserland: Letícia Carvalho
- Israël: Lucy Ayoub (co-presentatrice 2019)
- Polen: Mateusz Szymkowiak
- Litouwen: Eglė Daugėlaitė
- Slovenië: Maja Keuc
- Portugal: Pedro Fernandes

## Wijzigingen

Deelnemende landen
Landen die zich niet kwalificeerden voor de finale
Landen die in het verleden deelgenomen hebben, maar in 2018 afwezig waren

### Terugkerende landen
- Rusland: nadat Rusland zich op het laatste moment had afgemeld voor deelname aan het Eurovisiesongfestival 2017, keerde het land een jaar later terug. Joelia Samojlova, de Russische deelnemer in Lissabon, was ook een jaar eerder reeds geselecteerd om Rusland te vertegenwoordigen, maar werd de toegang tot gastland Oekraïne ontzegd wegens het illegaal betreden van de Krim in 2015.

## Terugkerende artiesten
| Land      | Artiest         | Plaats | Eerdere deelname                             | Plaats toen |
| --------- | --------------- | ------ | -------------------------------------------- | ----------- |
| Nederland | Waylon          | 18     | Nederland 2014 (deel van The Common Linnets) | 2           |
| Noorwegen | Alexander Rybak | 15     | Noorwegen 2009                               | 1           |

## Incidenten
- De Chinese omroep Mango TV censureerde in de eerste halve finale regenboogvlaggen tijdens het optreden van Zwitserland, en optredens van Albanië en Ierland werden helemaal niet getoond. De EBU verbrak daarna alle samenwerking met de omroep, waardoor de tweede halve finale en de finale niet in China werden uitgezonden.[1][2]
- Tijdens de finale klom een man op het podium tijdens het optreden van het Verenigd Koninkrijk. Hij pakte tijdens het tweede refrein de microfoon van zangeres SuRie af, en riep Nazis of the UK media, we demand freedom! War is not peace!. De man werd binnen enkele seconden van het podium verwijderd. SuRie maakte vervolgens haar optreden af. Van de EBU kreeg ze de kans om na het laatste nummer van Italië nog een keer op te treden, maar de Britse delegatie verkoos om geen gebruik te maken van deze mogelijkheid.[3]